# 河鼓二
河鼓二，即著名的“牛郎星”，“天鹰座α”（α Aql/Altair），又叫“牵牛星”或“大将军”，在日文中称作“彦星”。
排名全天第十二的明亮恒星，白色。在星空观测中，是夏季大三角中的一角。它和天鹰座β星（河鼓一）、天鹰座γ星（河鼓三）的连线正指向织女星。西方称呼此星为Altair，是阿拉伯语的“飞翔的大鹫（Al nasr-l'tair:النسر الطائر）”的缩写。
位置：赤经19时48.3分，赤纬8度44分。

## 简介
河鼓二距离太阳系16.7光年，是恒星光谱A型中的主序星。它的為太阳的1.7倍，直径为太阳的1.8倍，亮度是太阳的10.6倍。表面温度约7000摄氏度。
在2005年发表的一篇论文中，曾有人主张该星事实上是一颗周期为1.5小时的盾牌座δ變星。。
该星与著名的天狼星存在很多相似之处：都是非常年轻的恒星（形成时间可能仅有数亿年），其内核都是由氢的核聚变反应产生的氦构成。这样的恒星，在其寿命达到35亿年左右时，由于氢原料的耗尽而向内收缩，形成红巨星，最终演化成白矮星。河鼓二星的自转速度非常高（每秒286公里，自转一周需8.9小时），因此在外形上呈现椭球形。其赤道直径是两极直径的1.14倍。
1983年、日本科学家森本雅樹和平林久一起，从斯坦福大学的研究室里向河鼓二发射了无线电信号。这也是日本首次参加METI项目（Messaging to Extra-Terrestrial Intelligence），即Active SETI（主动搜寻地外文明计划）。

## 伴星
1978年之后，科学家观测到河鼓二是有3颗伴星的四重联星。其三颗伴星分别被命名为WDS 19508+0852B，WDS 19508+0852C，WDS 19508+0852D。但是后来发现此三者很可能是在河鼓二附近出现的不相关恒星，因此尚且有争议。该三个恒星可能是红矮星，也可能是褐矮星。2007年，NASA再次宣布：该三个恒星只是河鼓二（牛郎星）的光学伴星。目前河鼓二已经被认定为单星，不存在伴星系统。另外此三个假的河鼓二伴星视星等全部为9等以下，可以推测它们和太阳距离比较遥远。

## 行星系
根据哈勃空间望远镜的观测结果，目前还没有发现可观测到的类木行星。
根据科学家的推测，如果在距离河鼓二主星3.4天文单位的位置上存在类地行星的话，在该行星上很可能有液态水。但是考虑到该星系尚还年轻，该类地行星也会像最初10亿年的地球一样，处在陨石和流星不断撞击中。即便存在生命的话，只有原始的单细胞生物和细菌能够存活。

## 传说

### 东方
与天琴座的织女一，构成七夕神话中的牛郎织女。而牛郎星的两颗伴星——河鼓一（天鹰座β星）和河鼓三（天鹰座γ星）则是牛郎与织女所生的两个孩子。受古代中国文化的强大影响，该神话在东亚、东南亚及其他华人地区流传甚广，在日本民俗文化中有很高的地位。

### 西方
在西方的占星学中，该星象征会发生与爬行动物有关的灾害。